# Ashkan Dejagah
Ashkan Dejagah (persisch اشکان دژآگه, DMG Aškān Dežāgah; * 5. Juli 1986 in Teheran) ist ein ehemaliger iranischer Fußballspieler, der auch die deutsche Staatsangehörigkeit besitzt. Der Offensivspieler stand zuletzt beim iranischen Erstligisten Foolad Ahvaz unter Vertrag. Zwischen 2012 und 2019 spielte Dejagah für die iranische Fußballnationalmannschaft, zeitweise als Kapitän.

## Vereinskarriere

### Jugend und Amateur
Dejagah begann mit dem Fußballspielen bei den Reinickendorfer Füchsen und Tennis Borussia Berlin. 2000 wechselte er zu Hertha BSC und durchlief die Jugendmannschaften. Seit 2003 stand er im Kader der Hertha-Amateure.

### Profi

#### Hertha BSC
Mit 18 Jahren wurde er in den Profikader des Hauptstadtklubs aufgenommen, am 1. Spieltag der Saison 2004/05 gab er sein Debüt in Deutschlands höchster Spielklasse. Am 7. August 2004 wechselte ihn Herthas damaliger Trainer Falko Götz im Spiel gegen den VfL Bochum in der 85. Minute ein. In den ersten beiden Jahren kam Dejagah zu insgesamt vier Einsätzen in der ersten Mannschaft. 2006/07 hatte Dejagah seinen Durchbruch bei der Hertha. Hinter Marko Pantelić und Christian Giménez wurde er zum Stürmer Nummer 3 und kam ab dem 10. Spieltag regelmäßig zum Einsatz. Am 14. Spieltag erzielte er seinen ersten Liga-Treffer beim 2:1-Sieg gegen Alemannia Aachen.

#### VfL Wolfsburg

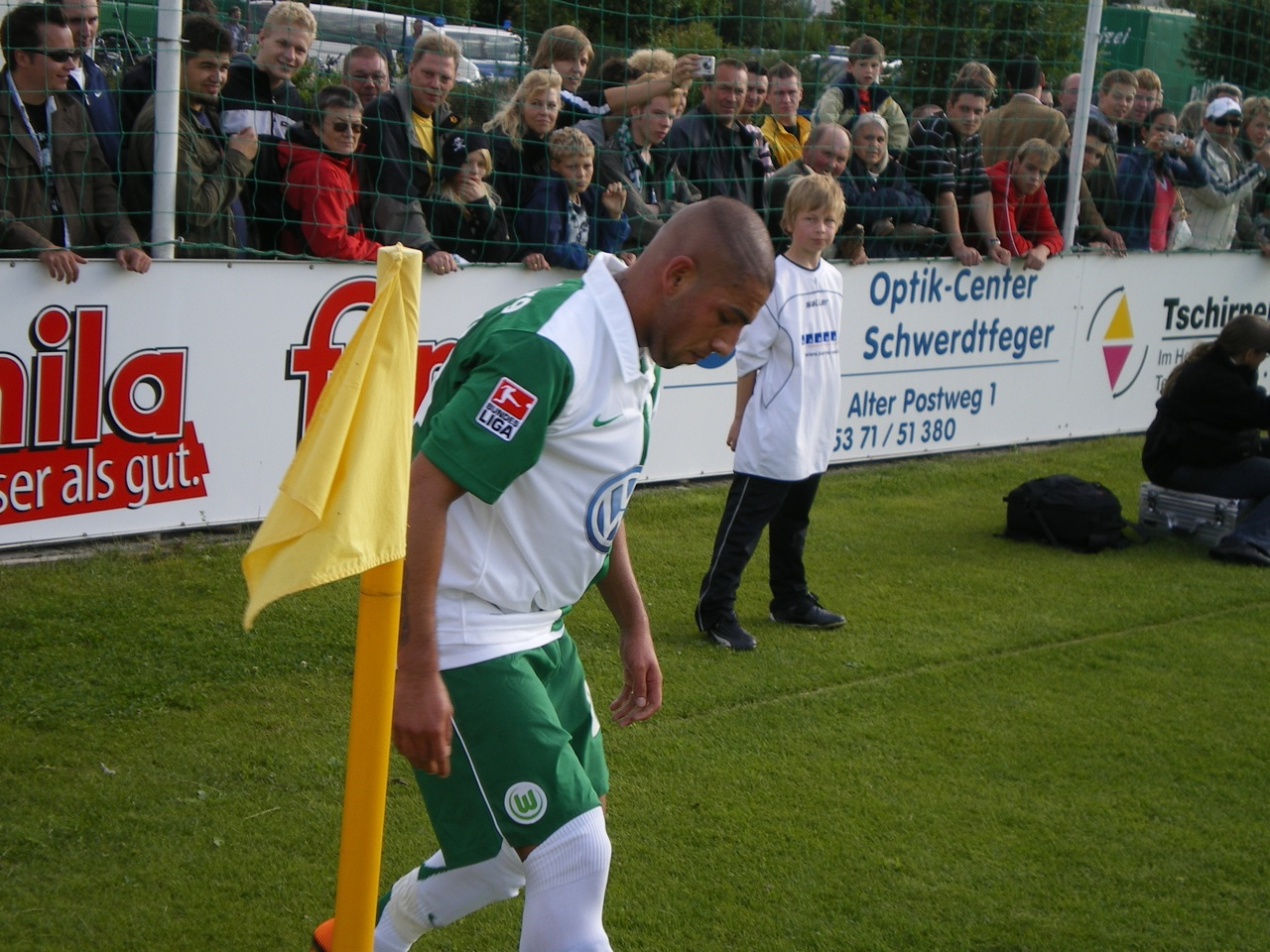
Dejagah beim Ausführen einer Ecke (2007)

Zur Saison 2007/08 wechselte Dejagah ablösefrei zum VfL Wolfsburg. Dort formte ihn Trainer Felix Magath zum Stammspieler; Dejagah hatte mit acht Toren in einem Jahr seine bislang beste Torausbeute. Damit war er hinter Edin Džeko und Grafite bester Torschütze der Wolfsburger. Mit Platz 5 am Saisonende wurde das bis dahin beste Ergebnis der Vereinsgeschichte erreicht. In der folgenden Saison wurde Dejagah mit dem Team erstmals Deutscher Meister. Trotz einer zwischenzeitlichen Hepatitis-Erkrankung war er mit 27 Einsätzen eine feste Größe im offensiven Mittelfeld. Allerdings stand er nach seiner Auszeit nur noch selten in der Anfangsaufstellung; dies setzte sich auch in der Saison 2009/10 fort: In seinen 24 Einsätzen spielte er nur zweimal über die vollen 90 Minuten.
Auch im Jahr darauf blieb ihm anfangs nur die Jokerrolle, in seinem dritten Einsatz von Beginn an wurde er mit einer Roten Karte vom Platz gestellt. Dennoch begann er die Rückrunde als Stammspieler. Erst als der Verein nach anhaltender Erfolglosigkeit mit Trainerwechseln reagierte, wurde Dejagah wieder auf die Bank verbannt. In den letzten vier Saisonspielen kehrte er in die Mannschaft zurück und trug mit zwei Toren und einer Torvorlage zum Klassenerhalt bei.

#### FC Fulham

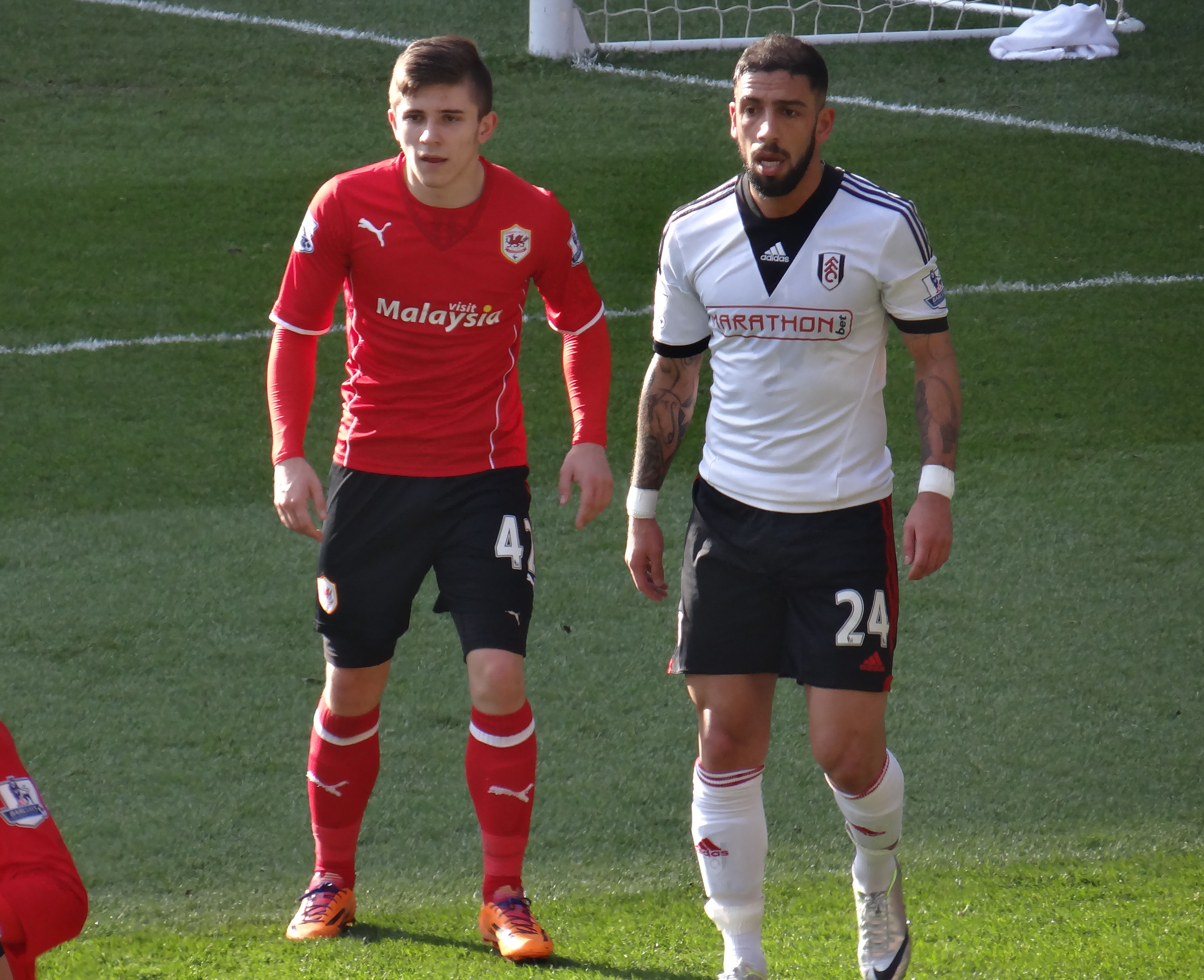
Dejagah (rechts) im Spiel Fulham gegen Cardiff City im März 2014

Am 31. August 2012 wechselte Dejagah in die Premier League zum FC Fulham. Er unterschrieb beim Klub aus London einen Dreijahresvertrag bis zum 30. Juni 2015 mit der Option auf eine weitere Spielzeit.

#### Al-Arabi Sports Club
Nach dem Abstieg des FC Fulham wechselte Dejagah im Sommer 2014 nach Katar zu Al-Arabi.

#### Rückkehr zum VfL Wolfsburg
Am 30. Januar 2017 wechselte er wieder zurück zum VfL Wolfsburg, wo er einen Vertrag bis zum Ende der Saison 2016/17 erhielt. Anschließend verließ er den Verein.

#### Nottingham Forest
Am 31. Januar 2018 wechselte Dejagah zum englischen Zweitligisten Nottingham Forest und unterschrieb einen bis zum Saisonende gültigen Vertrag. Nachdem er nur ein Spiel absolviert hatte, wechselte er in den Iran.
Nach Stationen im Iran und in Katar beendete er im Mai 2024 seine aktive Karriere.

## Nationalmannschaft

### Deutschland
Ashkan Dejagah wurde mit 16 Jahren erstmals in die deutsche Juniorennationalmannschaft eingeladen. Er spielte für verschiedene Jahrgangsauswahlmannschaften und war Stammspieler der U-21-Nationalmannschaft. Seinen größten internationalen Erfolg hatte er bei der U-21-Europameisterschaft 2009 in Schweden unter Bundestrainer Horst Hrubesch. Dort spielte er meist als einzige Sturmspitze und wurde im Finale durch Sandro Wagner ersetzt.

#### Kontroverse um Länderspiel in Israel
Kritische Reaktionen gab es im Oktober 2007, als Dejagah seine Teilnahme an einem Länderspiel der deutschen U-21-Nationalmannschaft in Israel aus Gründen „sehr persönlicher Natur“ absagte. Seit der Islamischen Revolution 1979 ist es iranischen Sportlern per Gesetz verboten, gegen israelische Teams anzutreten; der Iran stellt die Einreise seiner Staatsbürger nach Israel unter Strafe. Dejagah, der die doppelte Staatsbürgerschaft (deutsch und iranisch) besitzt, fürchtete deswegen negative Konsequenzen für seine Eltern und im Iran lebende Verwandte. In der Bild-Zeitung wurde er allerdings zitiert, seine Absage sei „politischer“ Natur. Daraufhin erhob der Zentralrat der Juden in Deutschland unter seiner damaligen Vorsitzenden Charlotte Knobloch die Forderung nach einem Ausschluss aus der Nationalmannschaft wegen des „privaten Judenboykotts“. CDU-Politiker Ronald Pofalla forderte ebenfalls den Ausschluss Dejagahs aus der deutschen Nationalmannschaft.
Nach einem klärenden Gespräch mit dem damaligen DFB-Präsidenten Theo Zwanziger entschied der DFB, dass Dejagah auch weiterhin für die U-21-Nationalmannschaft spielen durfte, da er glaubhaft versichert habe, dass seine Motive keinen rassistischen oder antisemitischen Hintergrund hatten. Es sei „selbstverständlich, dass Ashkan Dejagah für das Rückspiel der U-21-Nationalmannschaft gegen Israel im Falle der Nominierung zur Verfügung stehen wird.“ Dejagah blieb allerdings auch diesem Spiel aufgrund einer „Wadenverletzung“ fern.

### Iran
Der iranische Nationaltrainer Afschin Ghotbi reiste Ende 2010 nach Wolfsburg, um Dejagah zur Teilnahme an der Asienmeisterschaft 2011 zu überreden. Dejagah erteilte dem Werben eine Absage, um nicht die Rückrundenvorbereitung beim VfL Wolfsburg zu verpassen. Der iranische Verband warf dem Verein daraufhin vor, Druck auf den Spieler ausgeübt zu haben. In den folgenden Monaten wurde Dejagah immer wieder eingeladen, er sagte aber jeweils wegen Verletzungen oder Problemen mit dem Visum ab.
Im Februar 2012 entschied sich Dejagah schließlich für eine Karriere in der iranischen Nationalelf. In Teheran gab er am 29. Februar unter Trainer Carlos Queiroz sein Debüt in der WM-Qualifikation gegen Katar und erzielte in der vierten Spielminute sein erstes Länderspieltor. Nach dem zwischenzeitlichen Ausgleich gelang ihm in der 50. Minute auch der Treffer zur 2:1-Führung (Endstand 2:2).
Am 7. Mai 2014 wurde Dejagah für den vorläufigen Kader der Nationalmannschaft zur Weltmeisterschaft 2014 nominiert.
Später wurde er in den endgültigen WM-Kader berufen. Auch bei der Fußball-Weltmeisterschaft 2018 wurde er in den Kader des Iran berufen, kam jedoch nicht zum Einsatz. Der Iran schied als Gruppendritter noch in der Gruppenphase aus.
Mitte Dezember 2022 wurde gegen Dejagah im Iran ein Ausreiseverbot verhängt, nachdem er zuvor in Deutschland an Protesten gegen das iranische Regime teilgenommen hatte.

## Erfolge
- Iranischer Pokalsieger: 2020
- Deutscher Meister mit dem VfL Wolfsburg: 2009
- U-21-Europameister mit Deutschland: 2009